# Eagle (Colorado)
Eagle è un centro abitato (town) degli Stati Uniti d'America, capoluogo di contea della contea di Eagle dello Stato del Colorado. Nel censimento del 2000 la popolazione era di 3.032 abitanti.

## Geografia fisica
Secondo i rilevamenti dell'United States Census Bureau, Eagle si estende su una superficie di 6,1 km². Si trova nella valle del fiume Eagle, affluente del Colorado.